# Patch Mackenzie
Patch Mackenzie (née Patricia Jean Mackenzie est une actrice américaine. qui effectua l'essentiel de sa carrière dans les années 1980.

## Biographie
Elle commence sa carrière au début des années 1970, apparaissant notamment au cinéma dans Goodbye, Norma Jane (1976). Elle a ensuite joué dans plusieurs films de genre, comme le slasher  Graduation Day (1981) ou encore sous la direction de Larry Cohen dans La Vengeance des monstres (1987). À compter des années 1980, elle tourne essentiellement pour la télévision, participant à plusieurs séries telles que Drôles de dames,  Magnum, K 2000 ou encore E/R. 

## Filmographie

### Cinéma
- 1975 : That Girl from Boston : La fille de Boston
- 1976 : Goodbye, Norma Jane : Ruth Latimer
- 1976 : W.C. Fields et moi
- 1978 : House Calls : Edith Baskin
- 1978 : Dimension de la mort (en) (Death Dimension) d'Al Adamson : Felicia
- 1980 : Serial : Stella
- 1981 :  Graduation Day : Anne Ramstead
- 1982 : Fighting Back (en) : Lilly Morelli
- 1987 : La Vengeance des monstres (It's Alive III: Island of the Alive) de Larry Cohen : Robbins
- 1988 : Defense Play de Monte Markham : Ann Denton
- 1989 : Dark Tower (en) : Maria
- 1989 : Goodnight, Sweet Marilyn : Ruth Latimer
- 2003 : Mike's Kids : Marj
- 2008 : Men in the Mirror : Kendra

### Télévision
- 1973 :  MASH (série TV, 1 épisode)
- 1974 : Kojak (série TV, 1 épisode) : Lacey
- 1974 : Get Christie Love! (série TV, 1 épisode)
- 1975 : Baretta (série TV, 1 épisode) : Brunette
- 1975 : Emerency! (série TV, 1 épisode) : Martha
- 1977 : La Famille des collines (série TV, 1 épisode) : Mavis Crawford
- 1978 : Chico and the Man (série TV, 1 épisode) : Susie
- 1978 : The Hardy Boys/Nancy Drew Mysteries (série TV, 1 épisode) : Charlene
- 1978 : Les Feux de l'amour (série TV, 1 épisode) : Viveca Morris
- 1979 : Kaz (série TV, 1 épisode)
- 1980 : Young Maverick (série TV, 1 épisode) : Alice
- 1980 : Patrouille de nuit à Los Angeles (Téléfilm) : Redhead
- 1980 :  Chips (série TV, 1 épisode) : Dani
- 1981 : Drôles de dames (série TV, 1 épisode) : Amy
- 1981 :  Taxi (série TV, 1 épisode)
- 1981 :  Au fil des jours (série TV, 1 épisode) : Paula
- 1981 :  Magnum (série TV, 1 épisode) : Virginia Fowler
- 1982 : Romance Theatre (série TV, 5 épisodes) : Kathy
- 1983 : Des jours et des vies (série TV, 1 épisode) : Victoria Wallace
- 1984 : K 2000 (série TV, 1 épisode) : Lucy Sanderson
- 1984-1985  : E/R (série TV, 5 épisodes) : Phyllis Sheinfeld
- 1985 : Falcon Crest (série TV, 2 épisodes) : Renee Davenport
- 1985 : Chasseurs d'ombres (série TV, 1 épisode) : Infirmière Lewis
- 1986 : New Love, American Style (série TV, 1 épisode)
- 1987-1988  : A Year in the Life (série TV, 2 épisodes) : Diane
- 1988 : Supercarrier (série TV, 1 épisode) : Jo Ferguson
- 1989 : Charles s'en charge (série TV, 1 épisode) : Ruth Lemay
- 1989 : Hôpital central (série TV, 1 épisode)
- 1992 : The Amazing Live Sea-Monkeys (série TV, 1 épisode) : Mrs. Beauford
- 1993 : Un cœur en adoption (Téléfilm) : Mrs. Garcia